# Folkets frälsnings katedral
Folkets frälsnings katedral (rumänska: Catedrala Mântuirii Neamului), också kallad Rumänska katedralen eller Nationella katedralen (Catedrala Națională), är en rumänsk-ortodox katedral belägen vid korsningen mellan Calea Septembrie-gatan 13 och Izvor-gatan i den centrala delen av Rumäniens huvudstad, Bukarest.
Katedralen är i nuläget (augusti 2025) under uppbyggande och beräknas vara klar omkring år 2025 eller 2026. Den är även både världens största och högsta östortodoxa kyrkobyggnad och kommer att vara sätet för Rumänsk-ortodoxa kyrkans patriark.
Katedralen är helgad åt Kristi himmelfärd och aposteln Andreas. Den tillhör Bukarests ärkestift.

## Historik

### 1800-talet
Katedralens historia går tillbaka några år efter Rumänska frihetskriget (1877–1878), då det var tänkt att byggnaden skulle vara ett monument över segern.
År 1884 framlade fursten Carol I ett förslag om byggandet av en katedral i Bukarest. Samma år var det tänkt att byggandet skulle kosta 5 miljoner rumänska lei, vilket motsvarade 5 % av landets budget vid den tiden.

### 1900-talet
År 1918 var det metropolit Miron Cristea som tog initiativet till uppförandet av byggnaden.
1929 började det debatteras om var katedralen skulle stå. Miron Cristea analyserade förslagen och fokuserade på ''Mitropoliei-kullen''. Platsen invigdes den 11 maj 1929 och markerades med ett kors. Efter det stannade bygget på grund av andra världskriget och senare den kommunistiska diktaturen.
Den 7 februari 1995, i samband med festligheterna med årsdagen av Rumäniens självständighet från kommunismen, vädjade rumänsk-ortodoxa kyrkans dåvarande patriark, Teoctist, att stödja byggandet av katedralen. Nya diskussioner uppstod då kring valet av plats för byggnaden.

### 2000-talet

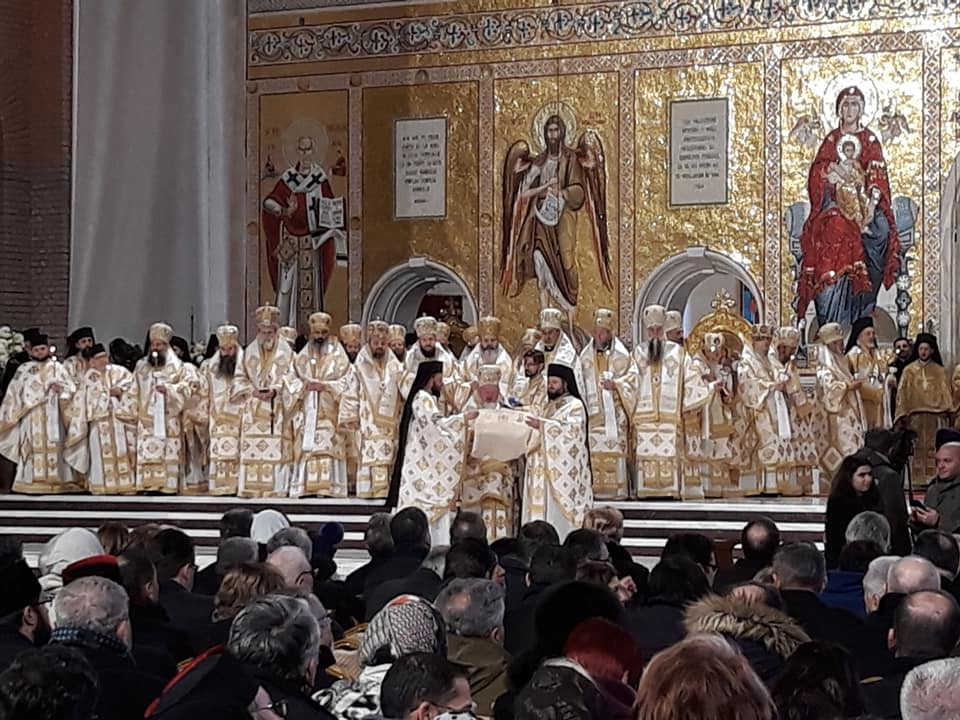
Invigningen

Den 16 februari 2005 föreslog Bukarests stadshus att katedralen skulle stå på en ny och lämpligare plats vid namn "Dealul Arsenalului", med tanke på byggnadens höjd.
Den 29 november 2007 hölls en gudstjänst med anledning att lägga grundstenen och inviga platsen för byggandet.
Byggandet av katedralen startade 2010 och den 2 september samma år utfärdades bygglov.
Den första liturgin som ägde rum i katedralen var den 4 september 2016.
Efter åtta år ägde invigningen av katedralen rum den 25 november 2018 som leddes av rumänsk-ortodoxa kyrkans patriark, Daniel och patriarken av Konstantinopel, Bartolomaios I. Där deltog 100 präster, 60 biskopar och cirka 55 000 personer i liturgin.Mellan 31 maj 2019 och 2 juni samma år fick katedralen ett besök av påve Franciskus. Under de första nio månaderna av det året var det mellan 400 och 600 personer som deltog i byggandet.
2017 var det över 208 000 personer som besökte katedralen, vilket också ledde till att det skapades en inkomst på 5 517 609 rumänska lei.
Från 2010 till 2018 spenderade den rumänsk-ortodoxa kyrkan och staten cirka 105 miljoner euro på byggandet.

## Katedralen

### Exteriör
Katedralen har sex kupoler och beräknas ha plats för cirka 6000 personer samtidigt.
byggnaden har 27 dörrar som är gjorda av brons.

#### Mått
- Längd: 126,10 m[10]
- Bredd (vid absiden): 67,70 m

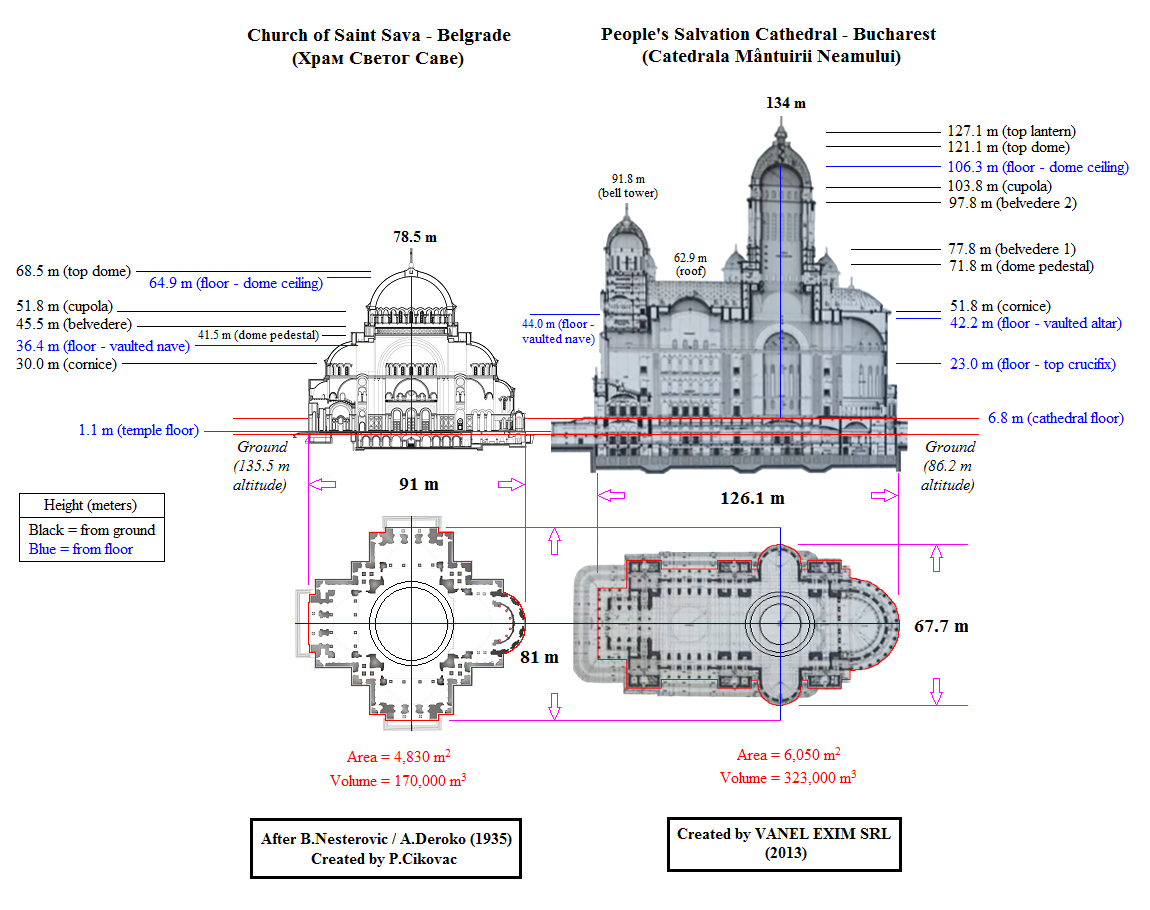
Jämförelse mellan Folkets frälsnings katedral (mörkgråa) och Sankt Savas kyrka (vita) i Serbien

- Höjd: 120 m (till korsets bas på den centrala kupolen. Korset kommer att öka höjden med ytterligare 7 m)
- - Absidens höjd: 7 m[14]
- Total byggd yta på marken: 13 668,50 kvm
- Volym: 323 000 m3

### Interiör
På långhusets västra och östra södra sidor finns två absider, och över skeppet i mitten reser sig den centrala kupolen.
Katedralens interiör är en blandning av traditionell och modern arkitektur, där en del av relikerna från aposteln Andreas och Katarina av Alexandria finns. Golvet är gjort av marmor.
Absiden vid altaret, tillsammans med ikonostasen, har en yta på cirka 3 000 kvm.
Inuti kommer det att byggas åtta hissar, vilket gör att man kan åka upp till den centrala kupolen och byggnaden har totalt 396 fönster.

#### Ikonostasen

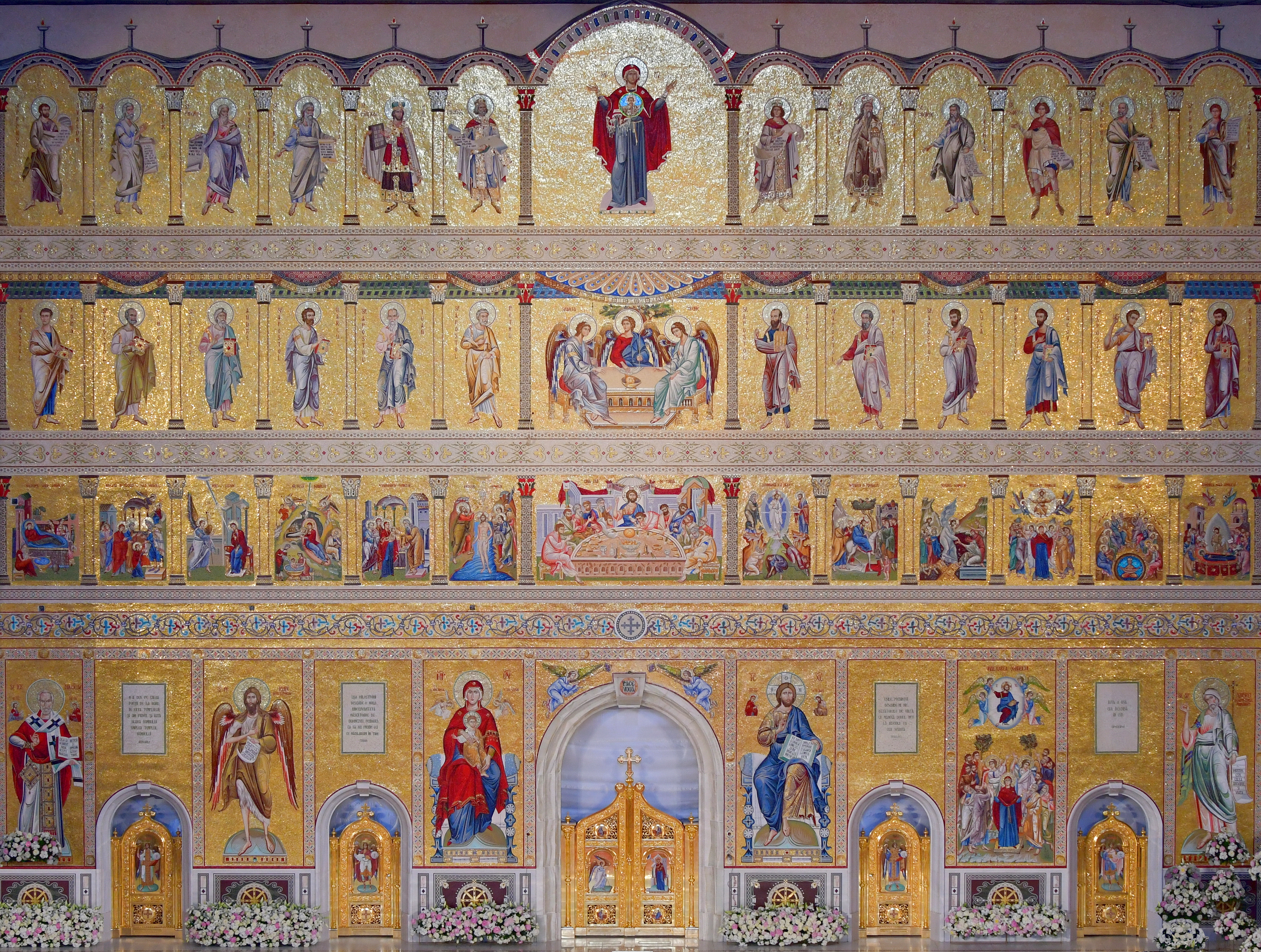
Ikonostasen

Även ikonostasen är världens största, som har fyra ''våningar'' av ikoner. Ikonostaens längd är 23,8 m, höjden 17,1 m, bredden 17,1 m och en area på 408 kvm. Den är täckt med över 800 m2 mosaik på båda sidor och är gjord av betong.
Ikonostasen tillverkades 2018 under ledning av målaren Daniel Codrescu, då 40 personer var med och tillverkade den. Den har 45 ikoner som är gjorda i bysantinsk stil och arbetet med att sätta fast mosaikikonerna påbörjades den 28 juni 2018. Från början var det tänkt att ikonerna skulle ha ramar som skulle vara gjorda av marmor, men den planen ändrades.
Några exempel på avbildningar på ikonostasen är Kristi himmelfärd och aposteln Andreas. På den vänstra sidan kan man finna Sankt Nikolaus, Johannes Döparen och Jungfru Maria (Guds moder) med Jesusbarnet.
Till skillnad från andra ikonostaser, som oftast har tre så-kallade ''portar'', har denna fem portar.
Mosaikikonen som föreställer Treenigheten ville rumänsk-ortodoxa kyrkans patriark, Daniel, ha på ikonostasen för att betona bibelversen Matteusevangeliet 28:19: "Gå ut och gör alla folk till lärjungar och döp dem i Faderns och Sonens och den Helige Andes namn."

#### Krucifix
Den 16 augusti 2021 avslutades uppförandet av krucifixet på ikonostasen. Krucifixet täcktes med mosaik i september samma år. Bredvid krucifixet finns två mosaiker föreställande Jungfru Maria och Johannes Döparen.
Krucifixet är gjort i bysantinsk stil och är cirka 5 m högt. Dess bitar tillverkades i Orsonis verkstad i Venedig, Italien. Krucifixet är även inspererad från bland annat målningar inne i Studenicaklostret i Serbien.

#### Mosaiker

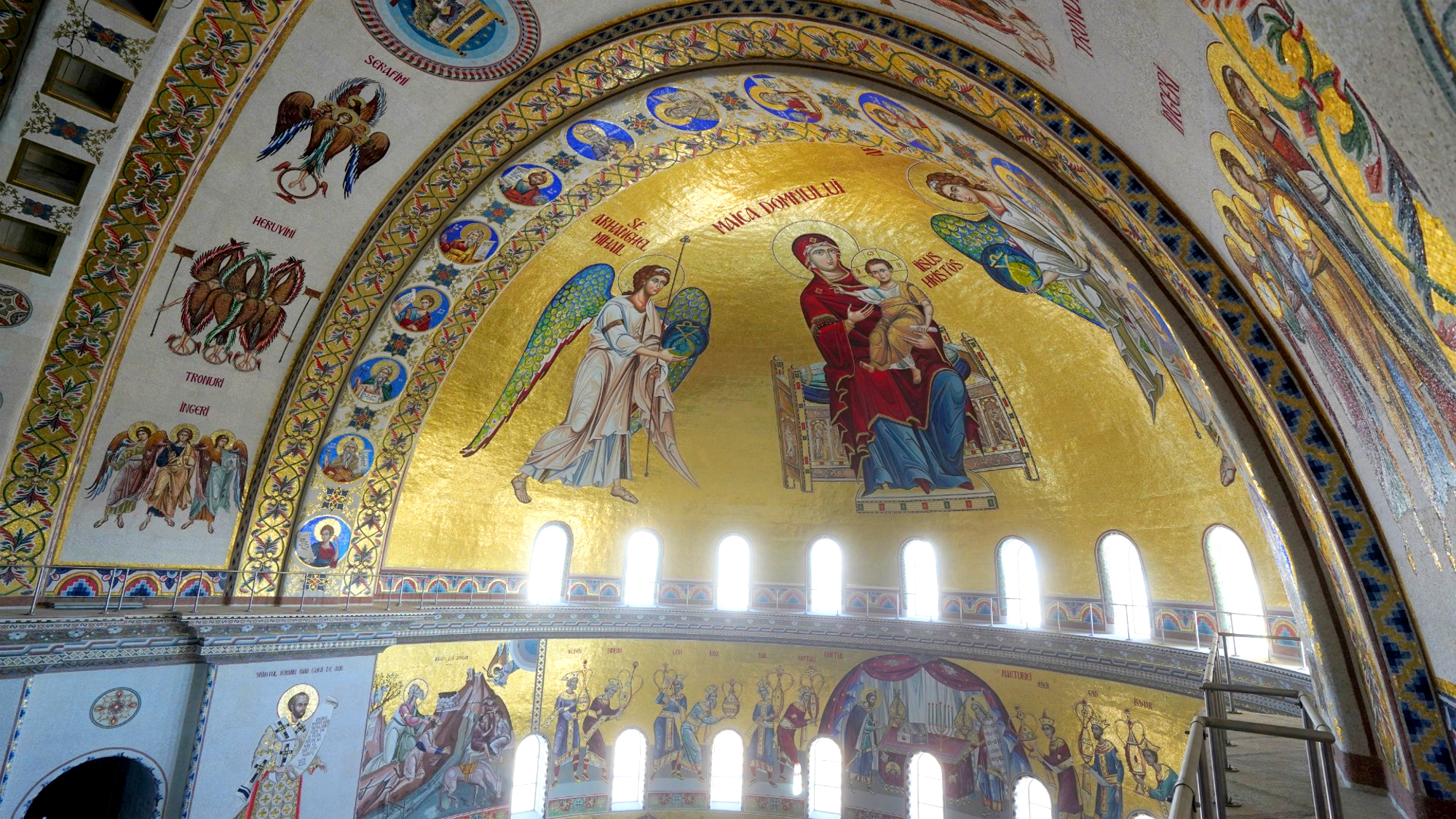
Mosaiken vid absiden föreställande Jungfru Maria (Guds moder) och Jesusbarnet (till höger om den vänstra ängeln)

Mosaikerna i katedralen är gjorda av guld.
- Installationen av en mosaik vid katedralens absid som föreställer Jungfru Maria med Jesusbarnet startade i april 2019 och avslutades den 7 maj samma år. Installationen leddes av Daniel Codrescu[13] och mosaiken har ungefär 16 m i höjd från fötterna till toppen av glorian, varav Marias huvud är cirka 2 m och Jesusbarnets ungefär 1,5 m.[30][31] Teamet som installerade mosaiken fick jobba på en höjd av cirka 40 meter.[30] Denna mosaik är den största representationen av Jungfru Maria (av mosaik) i Rumänien och en av de största i den östortodoxa kristna världen.[32]
- Vid julen 2022 installerades en mosaik som föreställer Jesu födelse. Den är 178 kvm stor och gjord i bysantinsk stil.[33]
- Мosaiken som föreställer Jesus Kristus pantokrator som ska sitta på den centrala kupolen, började installeras i början av februari 2023. Mosaiken innehåller 2400 kg bitar, och bara skapandet av mosaiken tog mer än ett halvår. Den är 150 kvm stor, har en omkrets på 75 m,[34] diameter på 12 m och ansiktet på 4,5 m. Mosaiken tillverkades främst av Alina Codrescu, hustru till målaren Daniel Codrescu, som ledde tillverkningen av bland annat katedralens ikonostas.[35]
- En mosaik som föreställer ärkeängeln Gabriel är inspirerad av målningen inne i De heliga änglarnas kyrka i Larnaca, Cypern från 500-talet.[13]

När katedralen är färdig kommer den att vara den byggnaden i världen som har mest mosaiker, vilket kommer vara ungefär 25 000 kvm totalt.

#### Triumfbågen
Triumfbågen som är ovanför ikonostasen är 40 m hög.

### Klockor
Folkets frälsningskatedral har sex klockor, som göts vid Grassmayrs klockgjuteri i staden Innsbruck i Österrike. Klockorna förväntas ha en livstid på cirka 400 år och de transporterades till katedralen den 19 maj 2017.

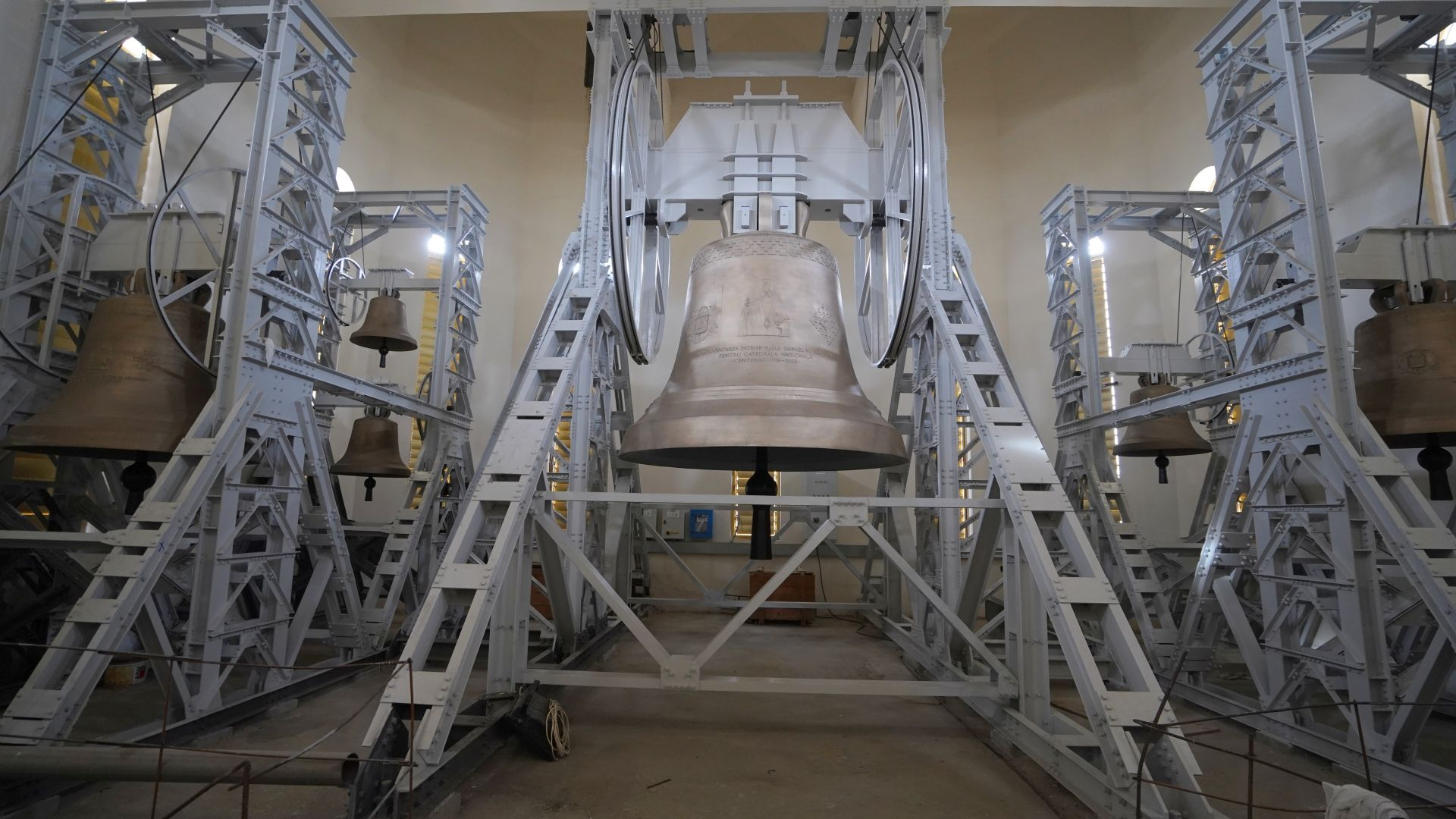
Klockorna

Alla klockor tillsammans väger 33 ton och har en höjd på 60 meter.
En av klockorna är även världens största svängande klocka. Den göts den 11 november 2016, vilket pågick under 9 minuter och 36 sekunder. Efter gjutningen fick klockan svalna i flera veckor. Klockans vikt är 25 190 kg, höjden på 3 130 mm och diametern på 3,3 m. Ljudet från klockan kan höras mellan 15 - 25 km avstånd och dess pris var 425 000 euro.
Klockan har också avbildningar av Rumäniens riksvapen och rumänsk-ortodox kyrkans patriark, Daniel.
Alla sex klockor kostade totalt 550 000 euro och de invigdes den 3 augusti 2018. Den största klockan placerades i klocktornet den 4 september samma år.

### Kryptor
Katedralen har även två stycken kryptor, där en av kryptorna är helgade åt apotseln Andreas. Andreas-kryptan har en kapacitet för cirka 10 000 personer samtidigt.
Den första kryptan är 70 meter lång och 25 meter bred. Den som är helgad åt Andreas är 140 meter lång och 84 meter bred, vilket gör att den är större än katedralen.

### Kostnader
Kostnaden för katedralen uppskattades vara uppe i 118 miljoner euro 2010. I december 2021 hade 105 675 115 euro spenderats.
Ett fönster som sitter på den västra sidan av byggnaden kostade 191 543 euro.

## Kritik
Katedralen har fått en del kritik, som bland annat beror på dess kostnad samt att alla offentliga medel för byggandet skulle kunna användas för att betala för sjukhus och skolor i ett av Europeiska Unionens fattigaste länder.

## Övrigt
Ett litet stenkast bort från katedralen kommer en fem hektar stor park att anläggas, där det kommer finnas lekplatser och byggnader för att ta emot pilgrimer.

## Bilder

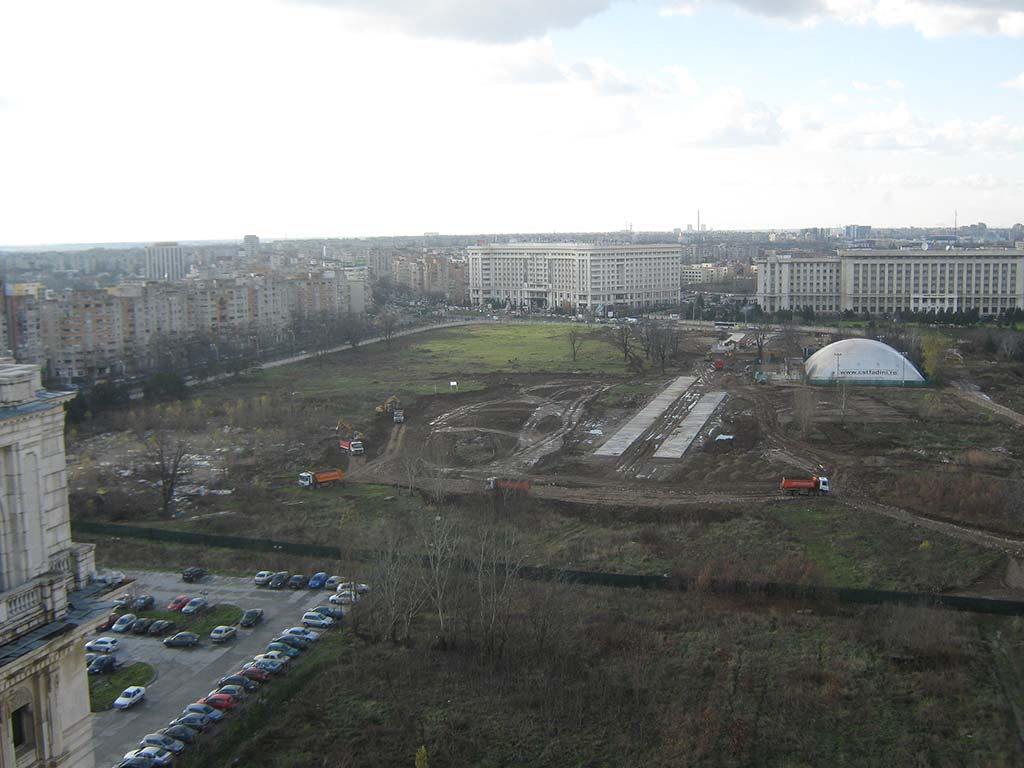
Katedralen under uppförande (2010)
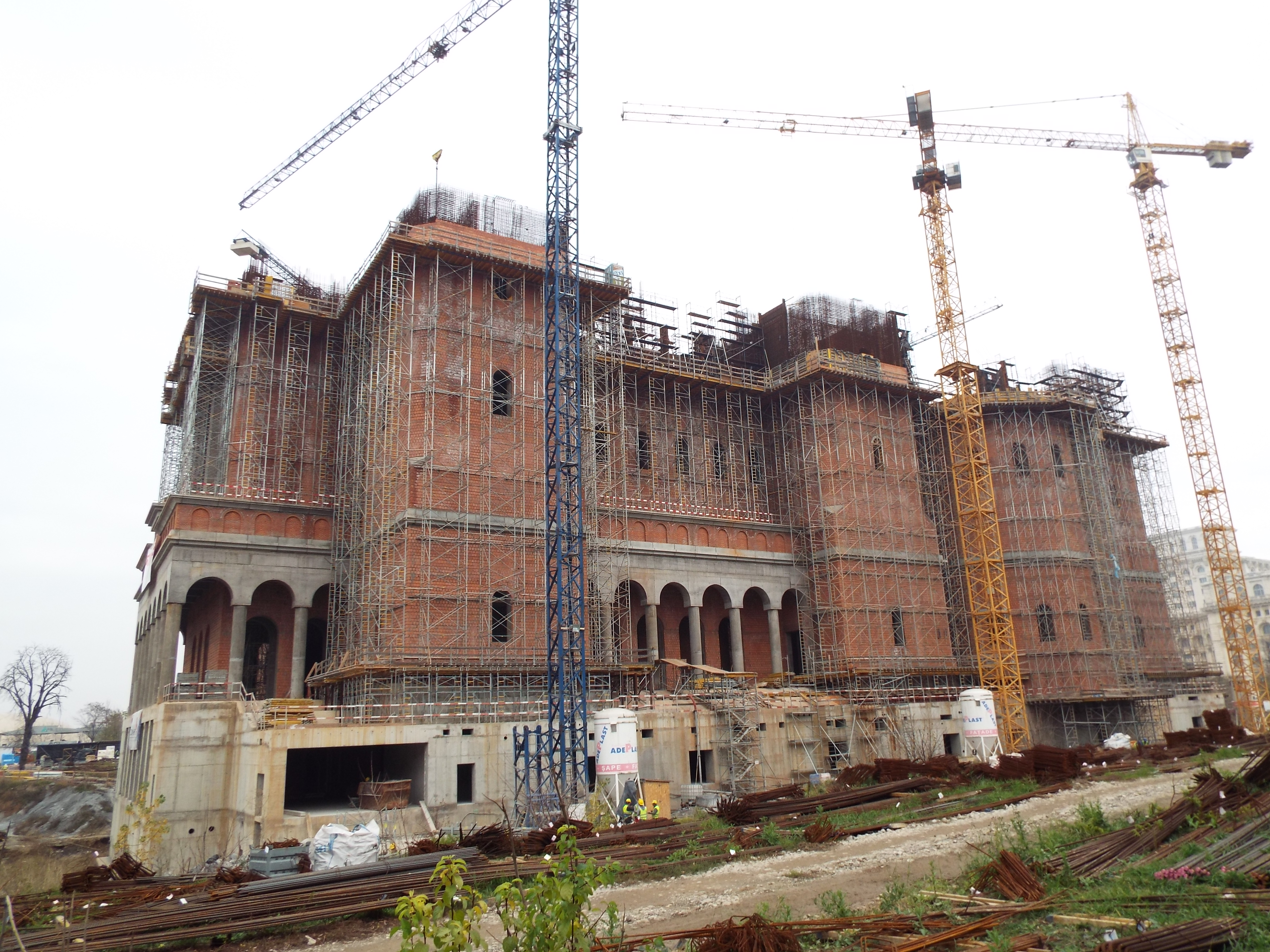
Katedralen under uppförande (december 2015)
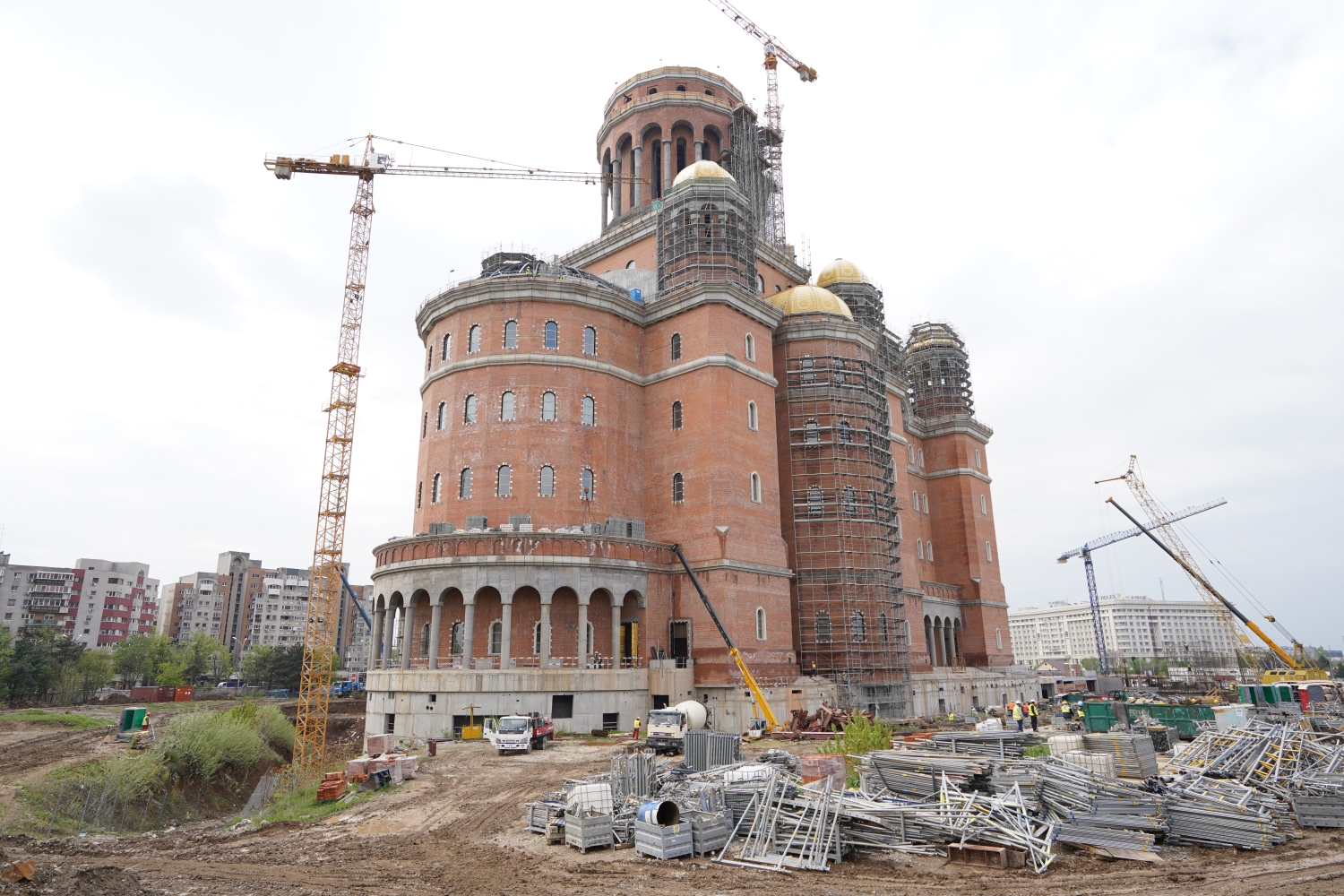
Katedralen under uppförande (april 2019)
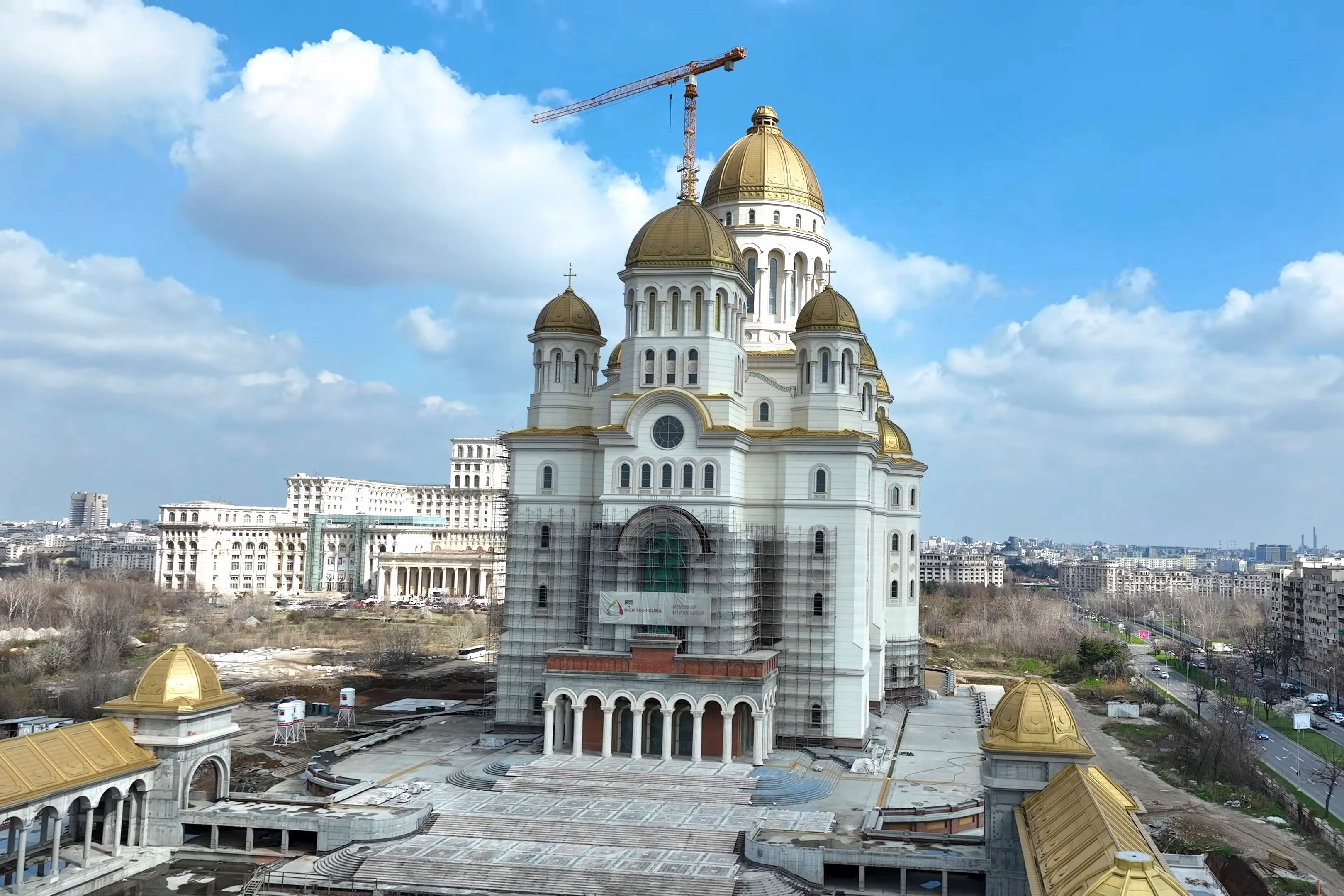
Katedralen under uppförande (mars 2024)
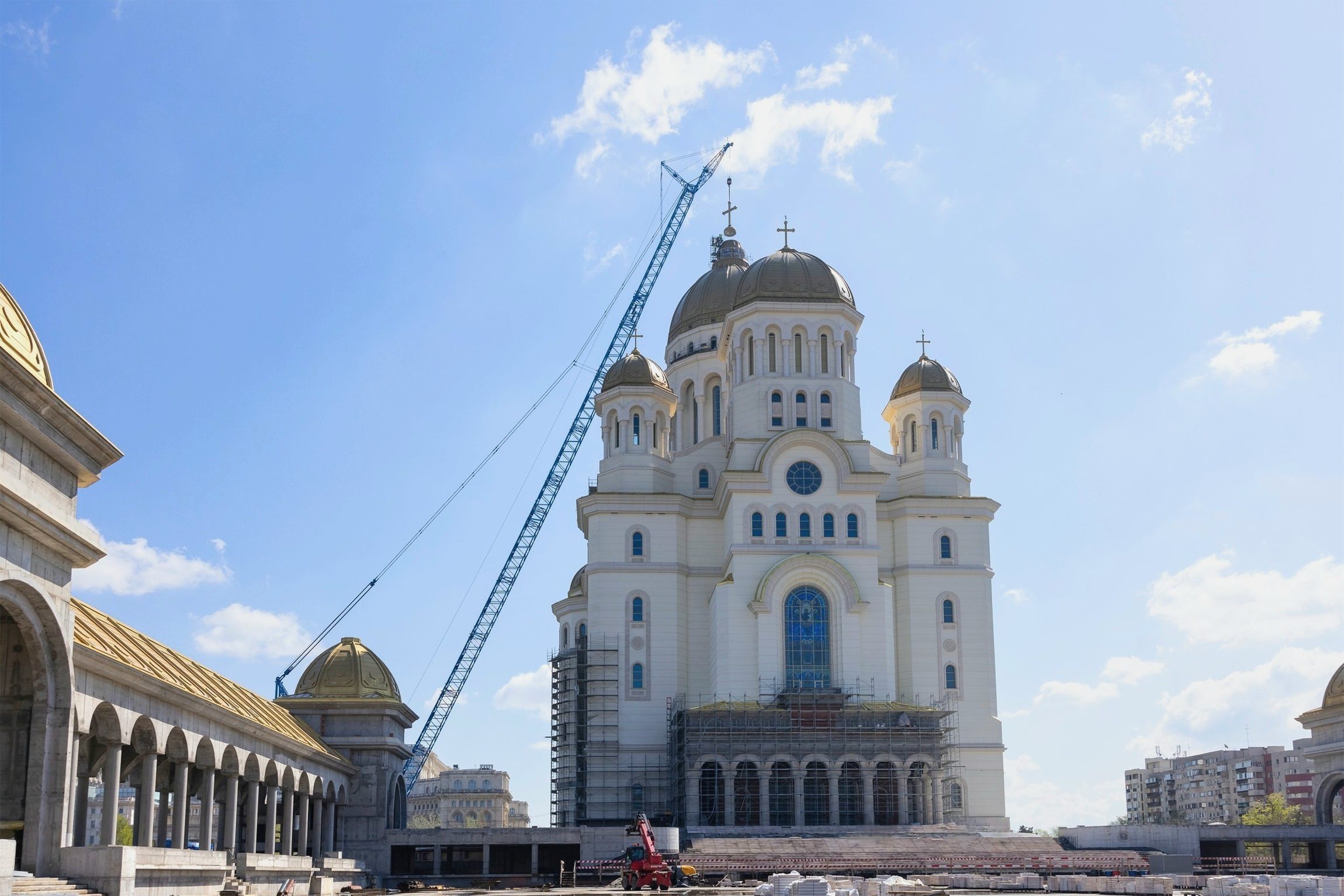
Katedralen under uppförande (april 2025)
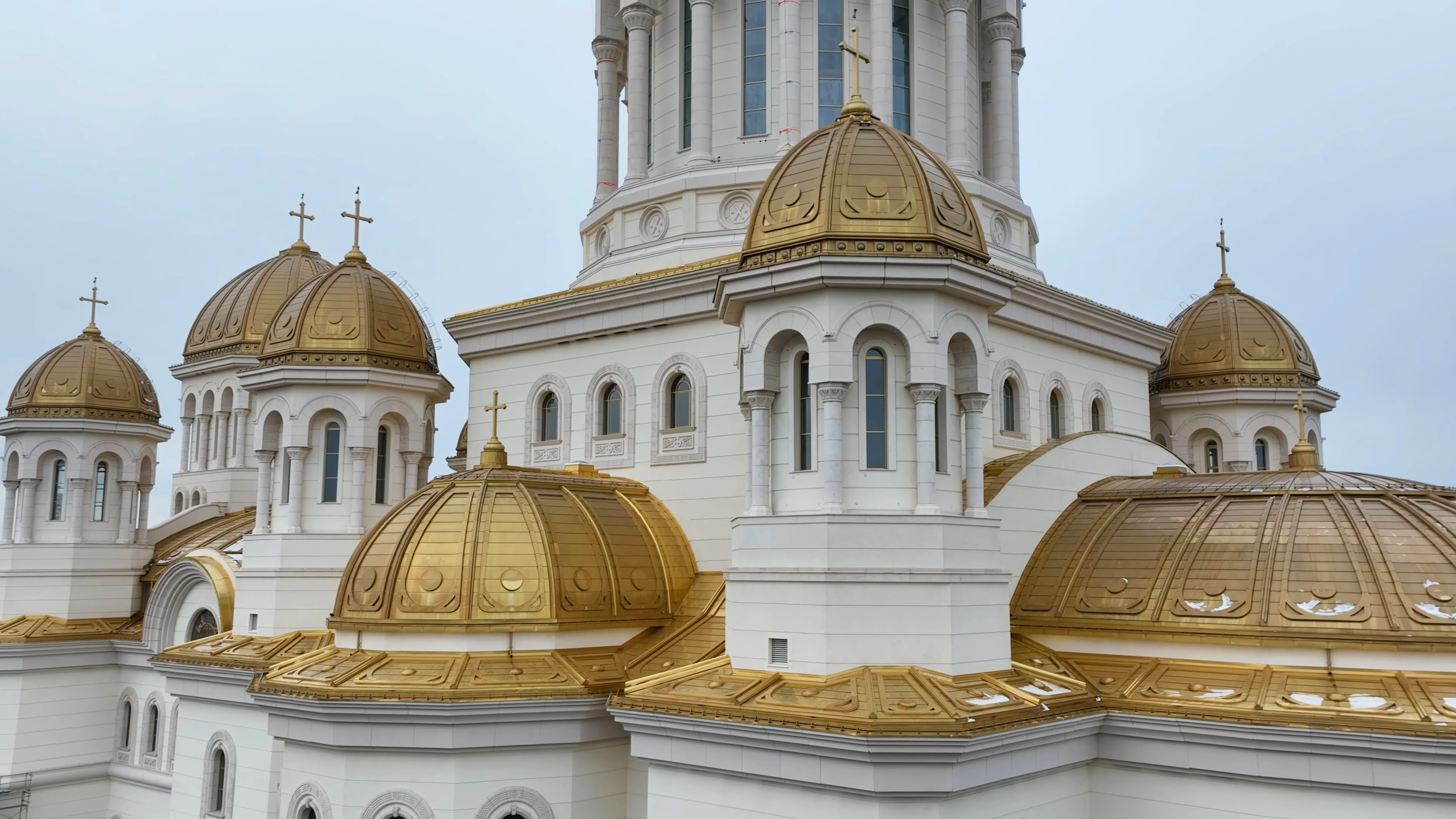
Närmare bild på fasaden
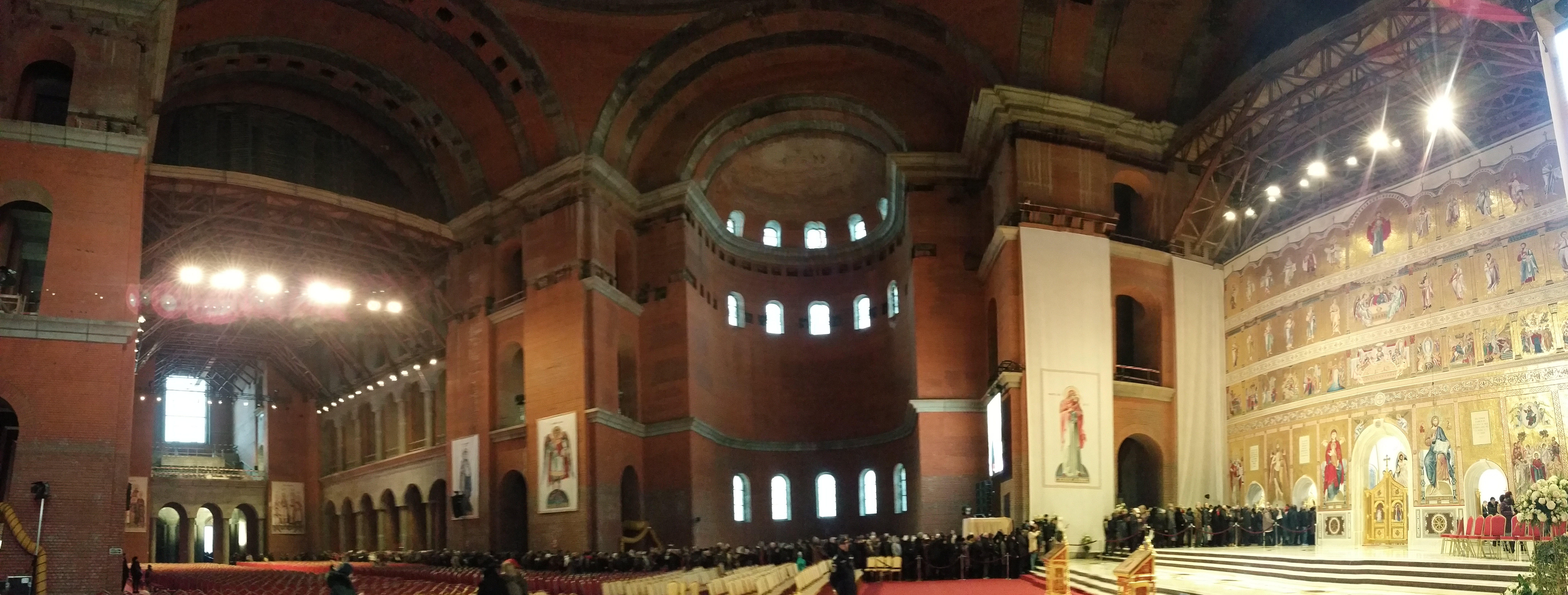
Katedralens interiör (november 2018)
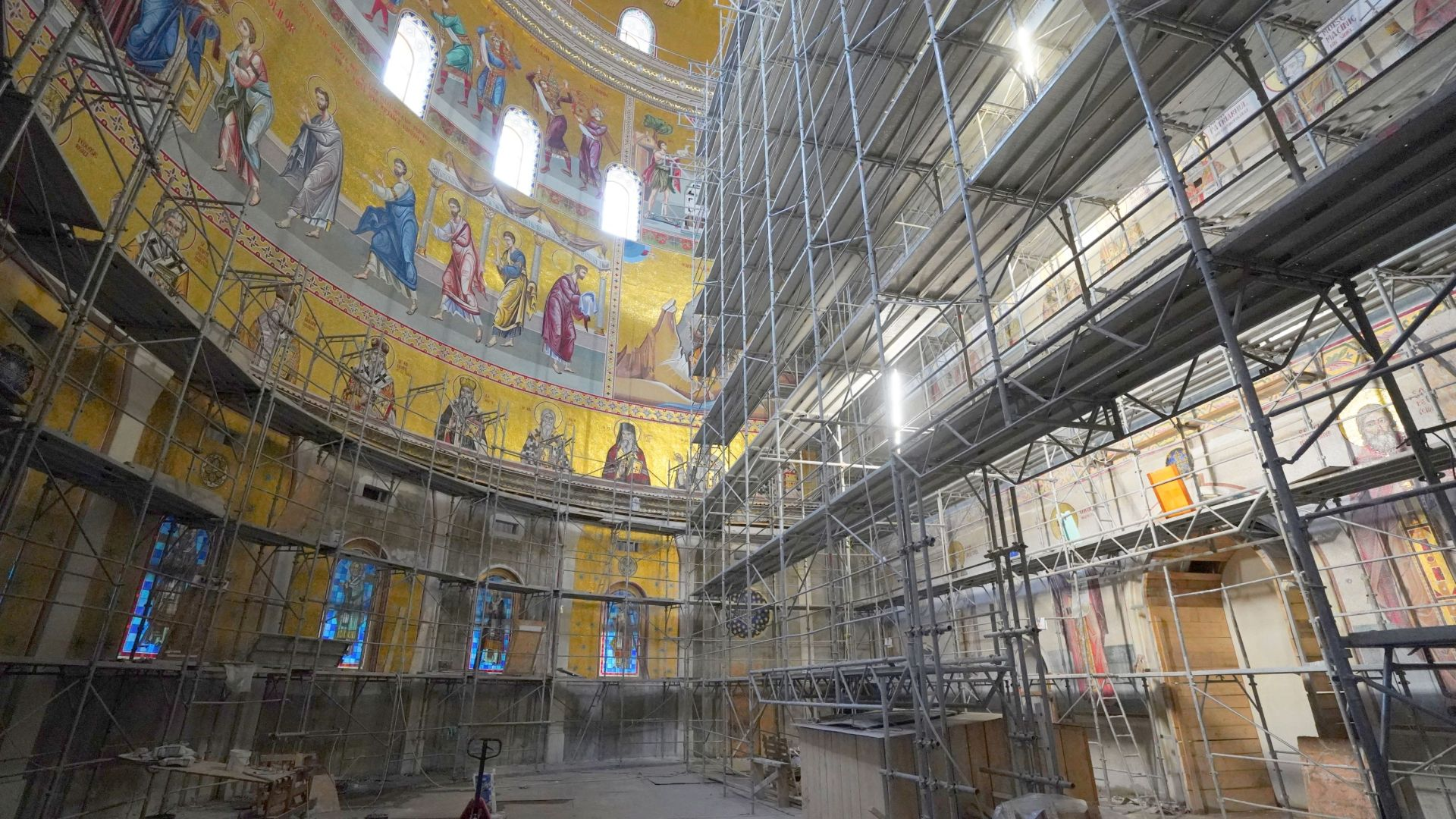
Altaret och absiden under uppförande på insidan (november 2021)
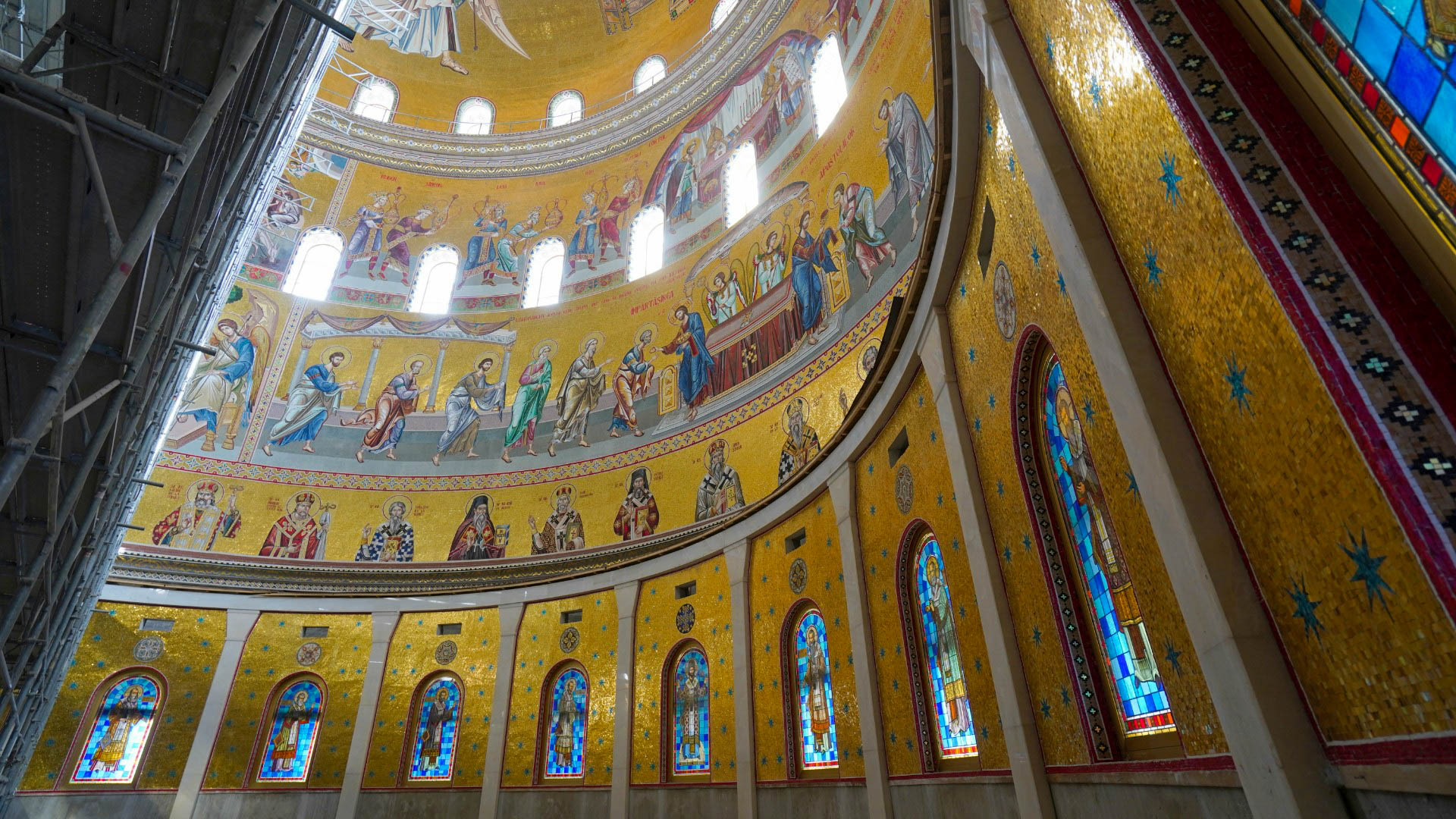
Absiden (februari 2023)
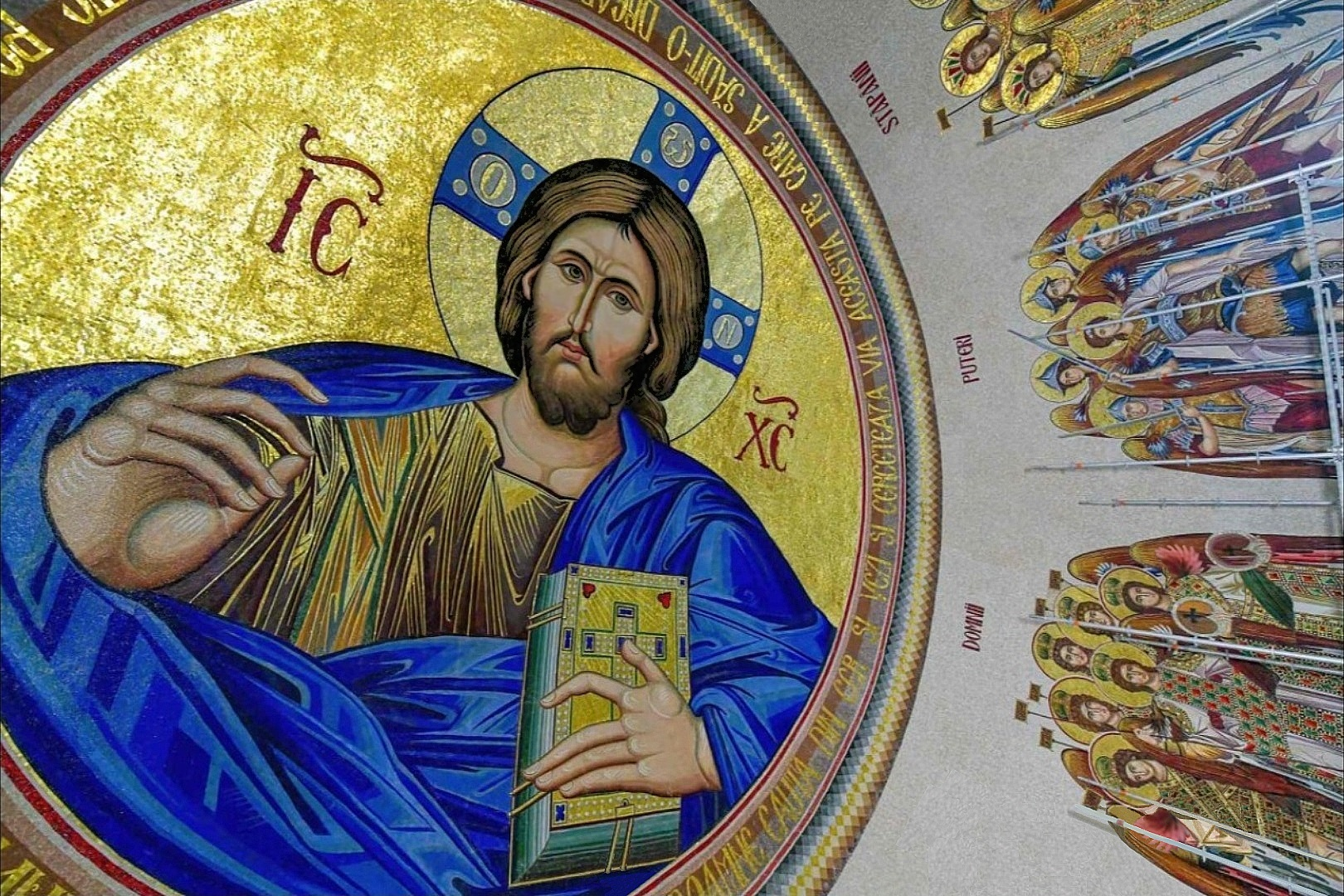
Jesus Kristus pantokrator
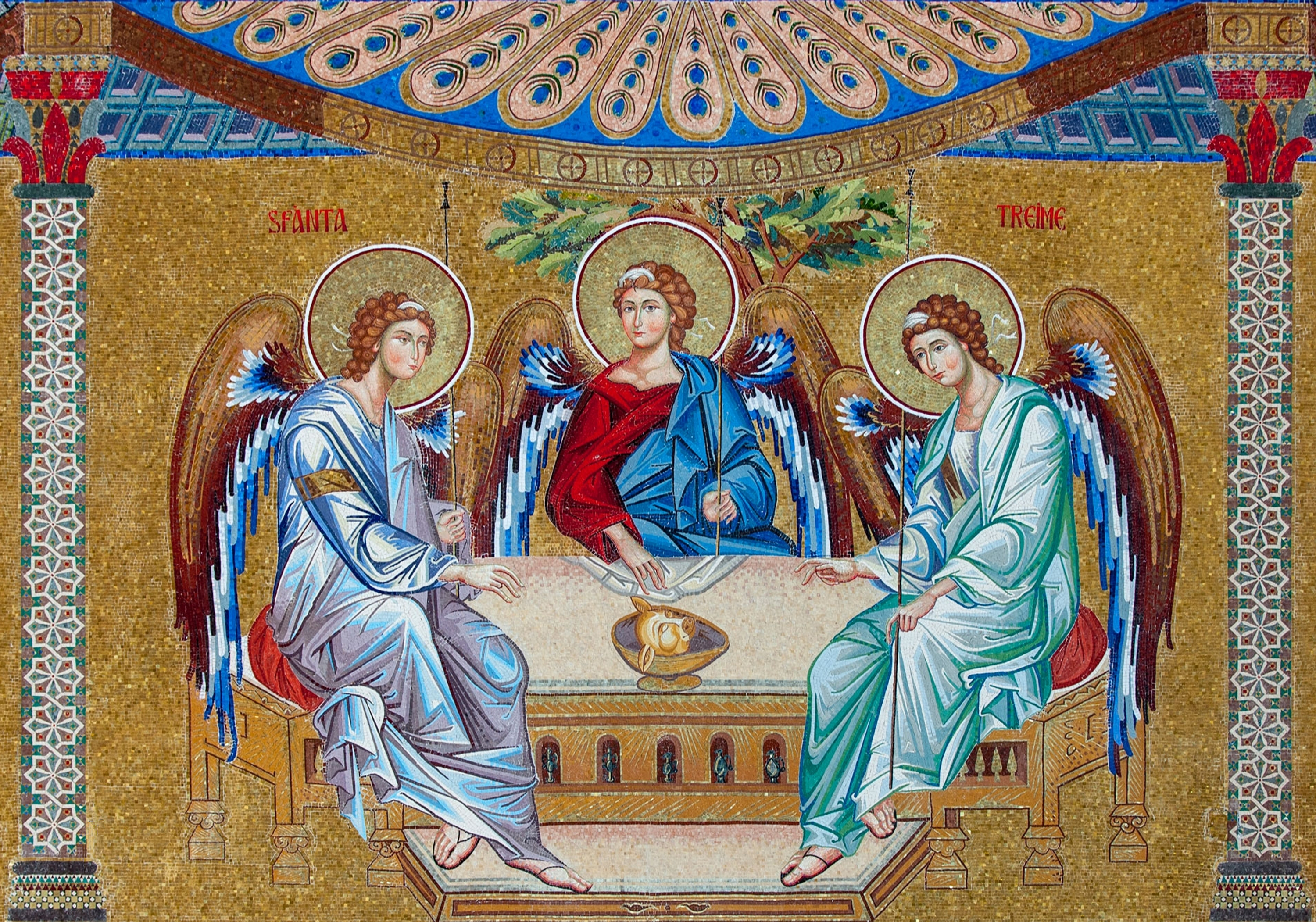
Mosaik föreställande Treenigheten
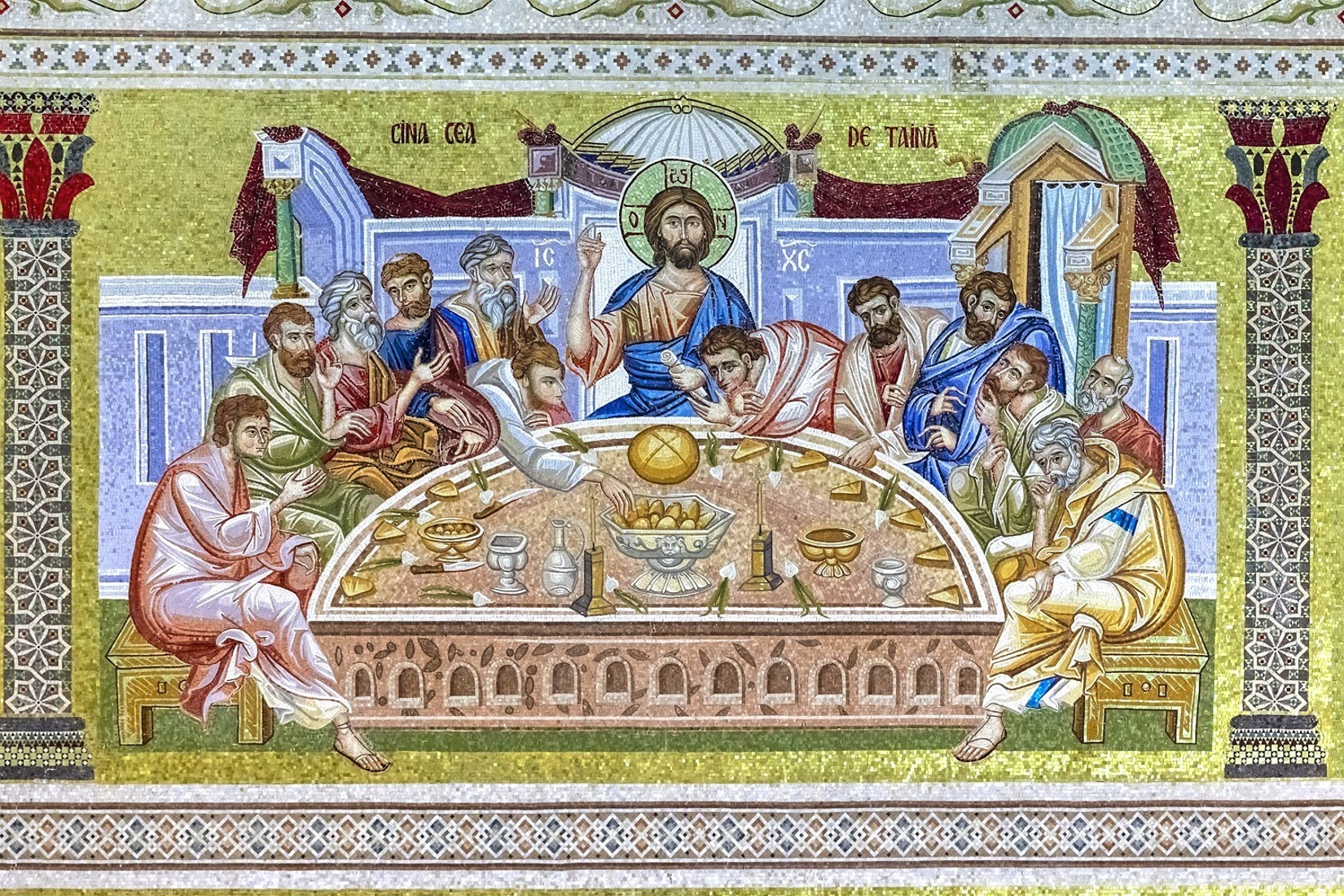
Mosaik föreställande Den sista måltiden
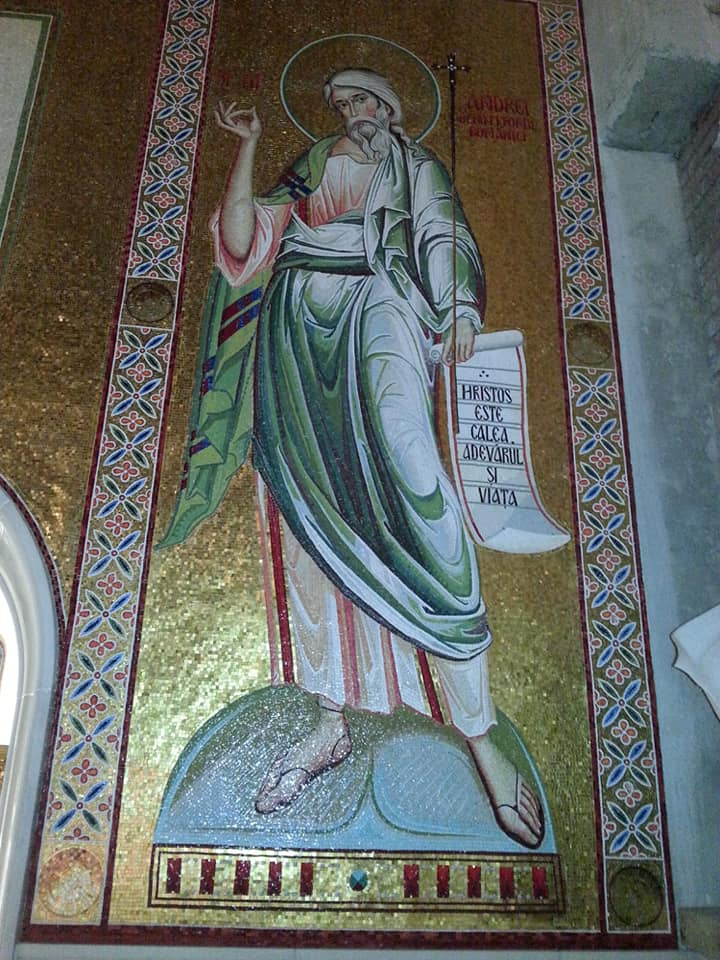
Mosaik föreställande aposteln Andreas
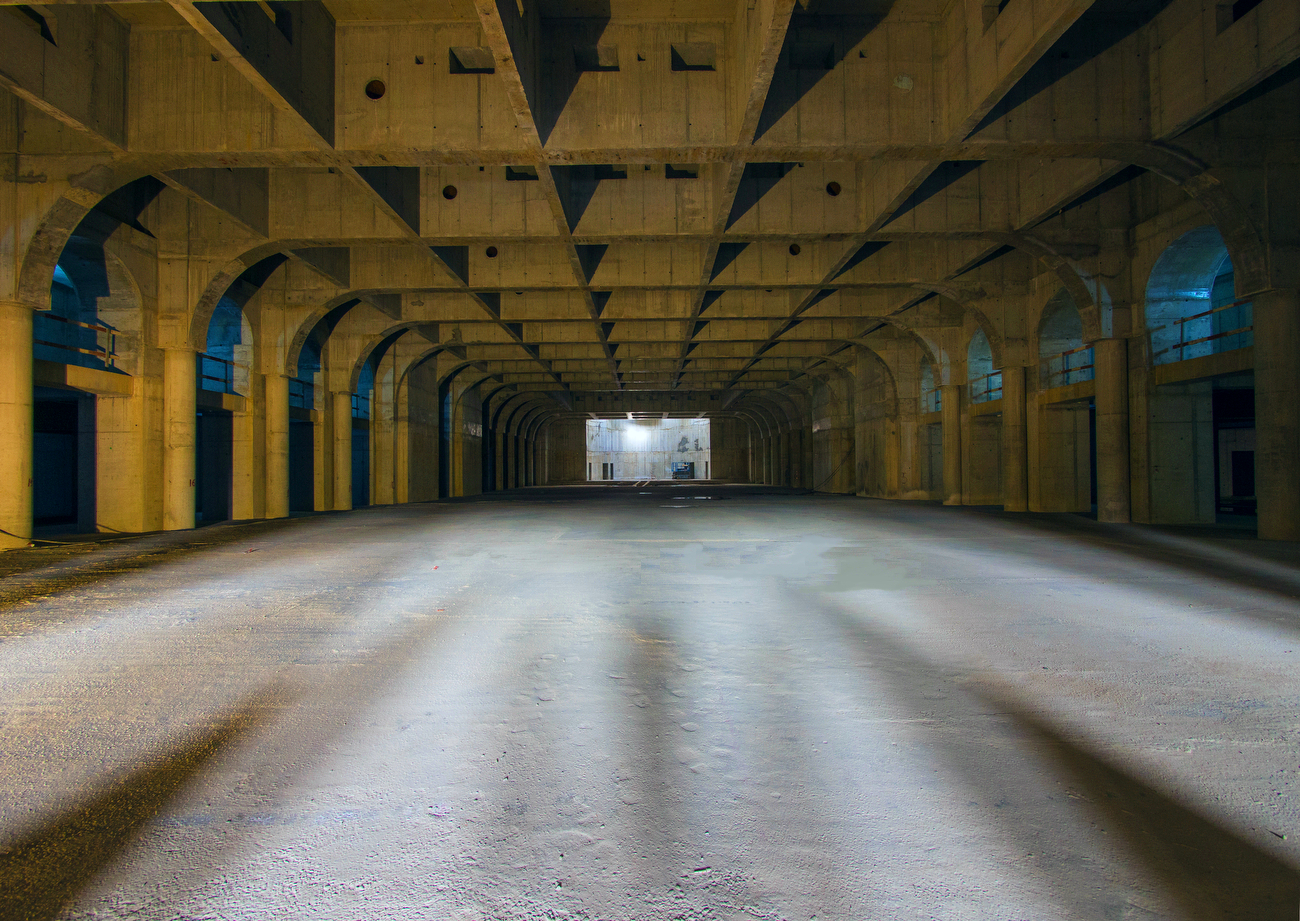
En av kryptorna